# 臺南市立博物館
臺南市立博物館（簡稱南市博）是臺南市政府文化局轄下二級機關，成立於2022年10月1日。本館（行政中心）設於延平郡王祠的原鄭成功文物館，另外轄有臺南左鎮化石園區、臺南山上花園水道博物館、噍吧哖事件紀念園區與樹谷生活科學館（委外）。

## 前身
據黃天橫〈臺南市民族文物館〉一文所載，昭和五年（1930年），臺灣總督府為紀念荷蘭人來臺建設熱蘭遮城三百年，於10月26日起在臺南舉辦「臺灣文化三百年紀念會」，包括「史料展覽會」及「講演會」。並在各地蒐集文物。之後於昭和七年（1932年）4月，在安平熱蘭遮城旁的原清代稅務公館遺跡上開設「臺南史料館」（今熱蘭遮城博物館）作為永久性的文物館。一開始不設館長，由日人野田八平及臨時雇員石暘睢掌管實務。經年餘聘請剛畢業大學歷史系的齋藤悌吉出任館長。昭和十年（1935年）10月，為舉辦始政四十周年記念臺灣博覽會，館方新增了一些館藏，並在展期將文物暫時移至台南州商品陳列館展示，作為台南歷史館的第一會場。
而後因安平的南史料館空間不足，且館方欲興建一長久存放灣開發史料的場館，時任臺南市長古澤勝之計畫擴張規模，在大正公園旁興建臺南市歷史館。於1936年底起工，昭和十二年（1937年）7月竣工。10月1日開館。後改稱「臺南市立歷史館」，由臺南市助役黃介騫（臺南人）兼任館長，石暘睢仍為雇員擔當實務。
二戰後，民國三十四年（1945年）10月25日臺南市政府成立後，石暘睢成為「臺南市立歷史館」管理員，由於原歷史館館舍已毀，遂在隔年以赤崁樓為歷史館館舍，民國三十五年（1946年）5月1日，「臺南市立歷史館」於赤崁樓重新開幕，由日治時期的館員石暘睢專司掌管。文昌閣展出史前、荷蘭、鄭氏時期史料；海神廟則陳列清代史料。民國五十年（1961年），重修延平郡王祠，利用祠內東南空地興建二層樓房。並將赤崁樓文物移至延平郡王祠新館並更名為「臺南市民族文物館」。
2003年，許添財市長任內，文物館經過整建後再更名為「鄭成功文物館」。:232
之後文物館館舍於2021年進行硬體改造工程，2023年重新開館為「臺南市立博物館」本館。

## 組織
- 館長
  - 組長
  - 人事管理員（市府人事處派兼任）
  - 會計員（市府主計處派兼任）
    - 助理員
    - 技佐
      - 辦事員

行政業務單位
- 展教推廣組：負責噍吧哖事件紀念園區、樹谷生活科學館（委外）
- 公共服務組：負責山上花園水道博物館、左鎮化石園區

歷任館長
1. 王世宏：2022年10月—2025年3月（原臺南市文化資產管理處副研究員）
2. 何秋蓮：2025年3月—現任（原南瀛天文館館長）

## 圖片集

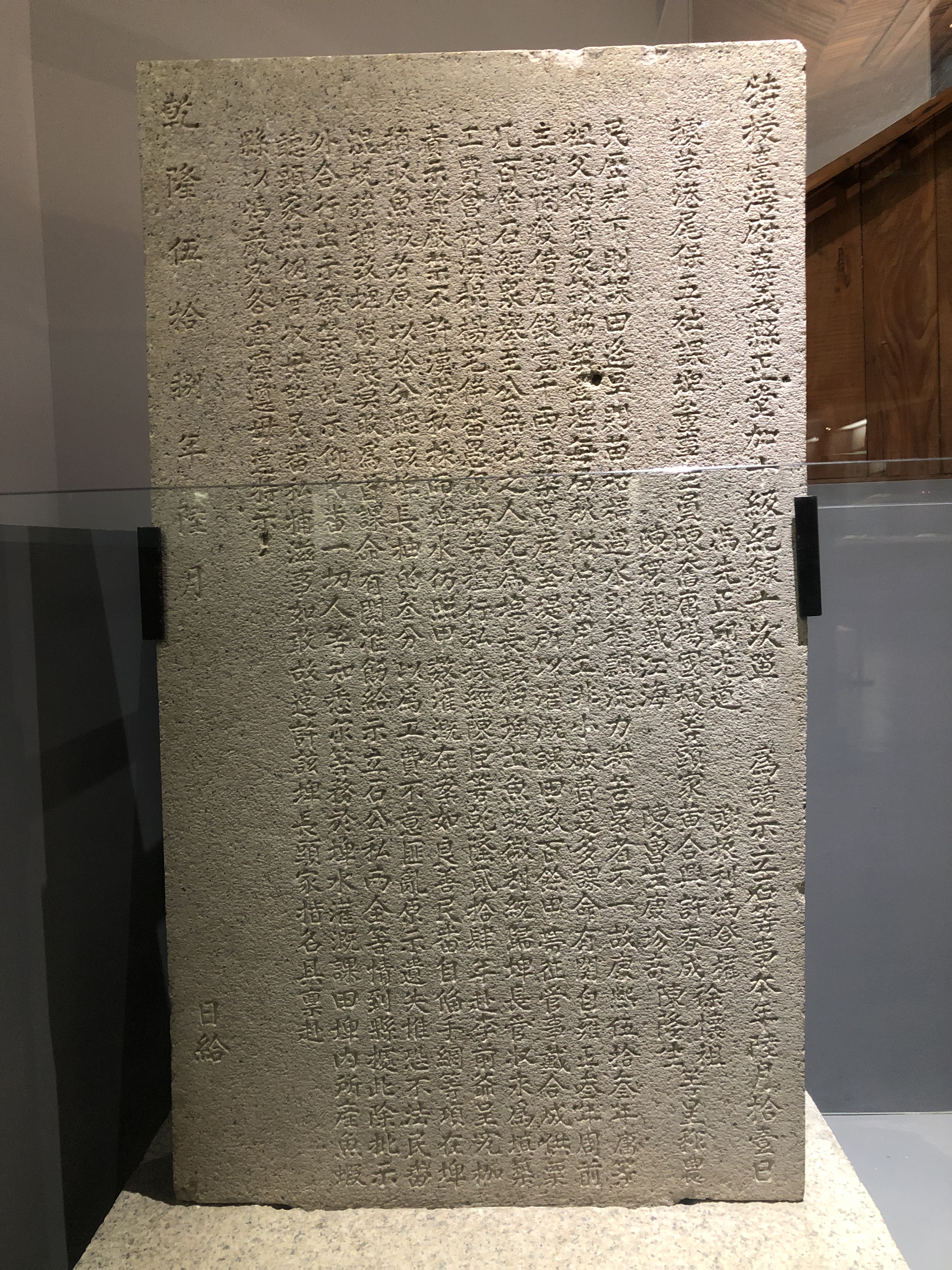
乾隆五十八年（1793年），時任嘉義縣知縣單瑞龍所立「嚴禁民番私捕埤水魚蝦碑記」，禁止五社埤魚蝦私採。

## 外部連結
- 臺南市立博物館的Facebook專頁